# دهستان لاهیجان (پیرانشهر)
دهستان لاهیجان (پیرانشهر) نام دهستانی در بخش مرکزی شهرستان پیرانشهر، استان آذربایجان غربی در ایران است. براساس سرشماری مرکز آمار ایران در سال ۱۳۸۵، جمعیت آن ۵۵۰۹ نفر (۸۸۶ خانوار) بوده‌است.